# Аксу-Аюлінські кургани
48°47′26″ пн. ш. 73°39′51″ сх. д. / 48.790507° пн. ш. 73.664108° сх. д.
Аксу-Аюлинські кургани — пам'ятки епохи бронзи, розташовані в 2 км на північ від села Аксу-Аюла, центр Шетського району Карагандинської області.

## Історія
Вони були відкриті в 1952 році Центрально-Казахстанською археологічною експедицією Академії наук Казахстану (керівник А. Х. Маргулан). Було розкопано 4 кургани з більш ніж 40. Гробниця одного з них складається з трьох колових огорож, з яких перша (зовнішня) складається з великих гранітних плит, а друга має горизонтальну кладку з великих прямокутних плит. Довжина огорожі з заходу на схід становить 7,9 м, північ на південь — 7,6 м. Збережена висота 1,5 м, ширина кладки — 2 м. Третя мала огорожа має прямокутну форму розміром 4,45×3,40 м. В центрі гробниці було знайдено кам'яний ящик, закритий двома гранітними плитами. Знайдені глиняна посудина з візерунками, бронзові намистини, золотий намисто. Форма та візерунки на посудинах характерні для андроновської та бегази-дандибаєвської культур.